# Рум торта
Рум торта је врста десертне торте која садржи рум . У већем делу Кариба, колачи са румом су традиционални десерт за време празника, који потиче од празничних пудинга. Традиционално, суво воће се месецима намаче у рум, а затим се додаје у тесто припремљено од шећера које је карамелизовано кључањем у води. Резултат, такође познат као "црна торта", сличан је воћном колачу, светлије текстуре. 
У Гвајани, Тринидаду и Тобагу, Јамајци и другим деловима Кариба, воће се чува у ракији од вишње или руму да би се користило за прављење црних торти. Црна торта се традиционално повезује са Божићем и венчањима у Гвајани, Јамајци и Тринидаду и Тобагу.
На континенталном делу Сједињених Држава, колачи са румом су популарни од 1970-их.  Док се многи путници на острвима труде да покупе карипску сорту, све више малих америчких компанија се такмичи, слично као што се занатско пиво такмичи са великим произвођачима пива. Неки нуде печене колаче са румом по наруџбини.  Неки уливају рум директно у своје колаче (уместо у глазуру).  Чини се да многи имају деценијама стар посебан рецепт.   У Порторику, рум торта се зове Bizcocho de Ron, и то је жути колач, тако да апсорбује рум. Ако му се дода воће, оно је свеже или сушено. Суво грожђе и султаније могу се потопити у рум један дан или једну ноћ. Bizcochos de Ron се поклањају током сезоне празника.
Могућа је интоксикација од прекомерне количине, а неки рум колачи садрже и више од пет одсто одређених алкохола из житарица,  иако су неки направљени тако да доследно садрже мање од 0,5% алкохола.  Обично се прави са шљивама и сувим грожђем натопљеним у рум, као и смеђим шећером и горко-слатком карамелом.